# Oblaten der heiligen Ambrosius und Karl
Die Oblaten der heiligen Ambrosius und Karl (lateinisch: Congregatio Oblatorum Sanctorum Ambrosii et Caroli, O.SS.C.A), auch unter dem Namen Ambrosianer bekannt, sind eine Kongregation in Form einer religiösen Genossenschaft von Priestern und Laien.

## Geschichte

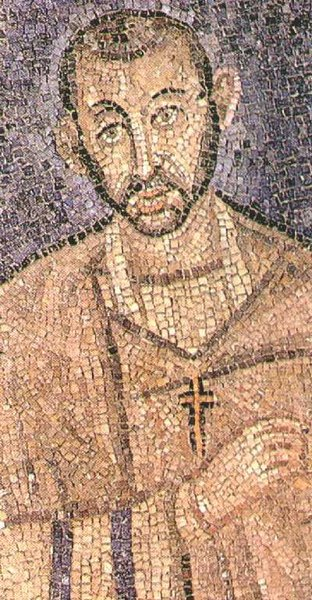
Heiliger Ambrosius von Mailand

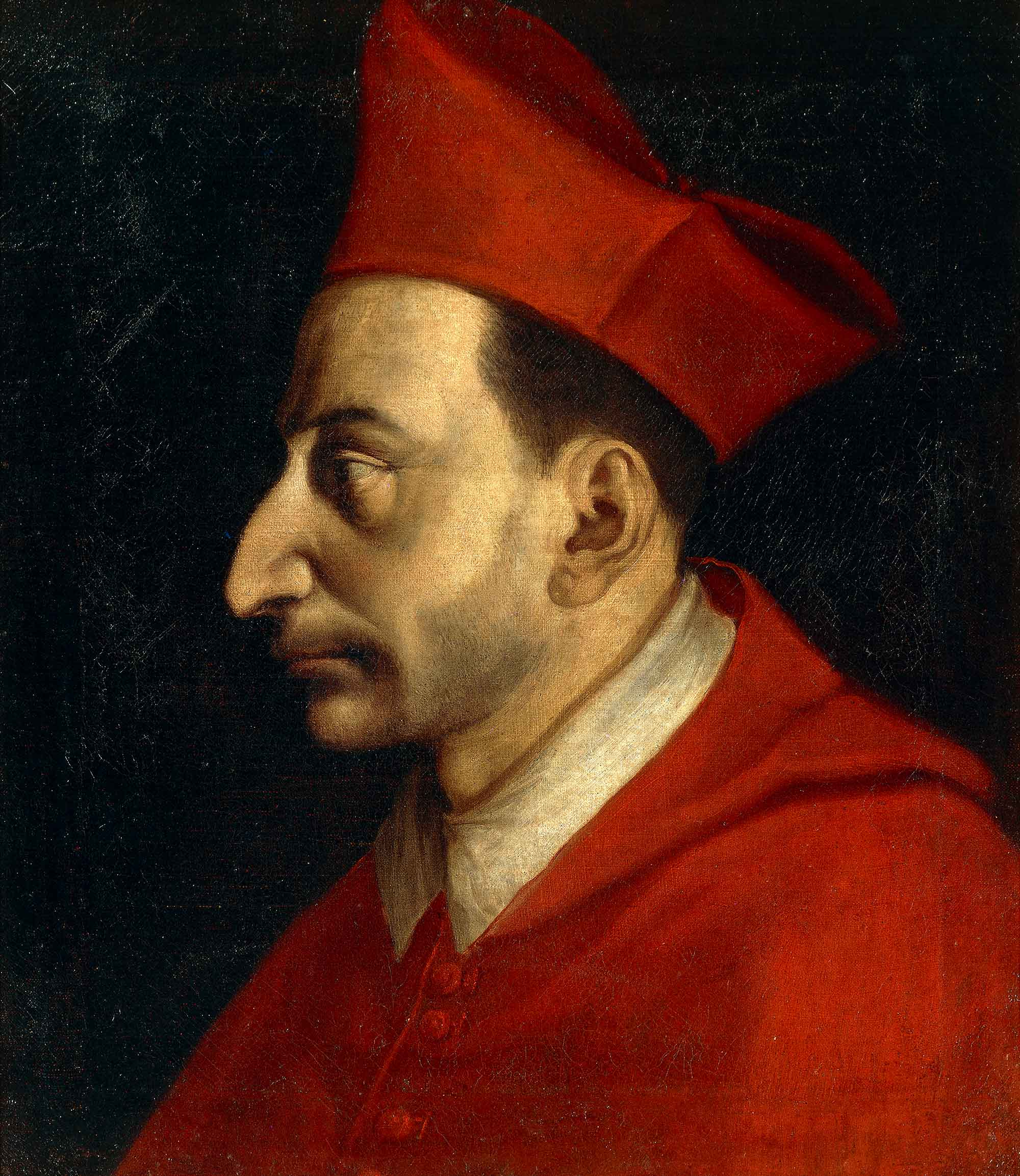
Heiliger Karl Borromäus

Die vom Mailänder Erzbischof Carlo Borromeo (deutsch Karl Borromäus) eingeleiteten Versorgungsmaßnahmen während der großen Pest in Mailand rettete in den Jahren 1576 bis 1578 vielen Menschen das Leben. Hieraus erkannte er die Notwendigkeit eine Gemeinschaft zu gründen, die sich um Pilger, Kranke und Hilfsbedürftige kümmern sollte.
Die Kongregation wurde bereits 1570 geplant, aber erst 1578 gegründet. Zunächst wurde die neue Ordensgemeinschaft lediglich nach dem Kirchenvater Ambrosius von Mailand benannt. Der Mailänder Erzbischof Kardinal Federico Borromeo fügte ihrem Namen den des Gründers Karl hinzu, nachdem dieser 1610 heiliggesprochen worden war. Seit dieser Zeit trägt der Orden die Bezeichnung Oblaten der heiligen Ambrosius und Karl. Ihr Hauptsitz und das Mutterhaus wurde in Mailand eingerichtet. Die Ordensregeln wurden in den nächsten Jahren erarbeitet und am 13. September 1581 promulgiert. Ihr Ordensauftrag war nicht von Armut und klösterlichen Leben gekennzeichnet, vielmehr übernahmen sie die Betreuung und Versorgung von Hilfsbedürftigen.
Die Ordensgemeinschaft wurde im Jahre 1810 von Napoleon Bonaparte verboten und aufgelöst, die Restauration erfolgte erst im Jahre 1854 unter dem Erzbischof Bartolomeo Carlo Romilli von Mailand.

## Organisation
Derzeit (Stand 2004) besteht die Kongregation aus vier Zweigen, hierzu gehören:
- 17 Oblatenmissionare (seit 1714) mit dem Aufgabenbereichen der volkstümlichen Missionierung,
- 24 Oblatenvikare (seit 1875), die vakante Pfarrstellen bis zur Neubesetzung durch örtliche Geistliche übernehmen,
- 160 Oblatenpriester, die in Diözesen für Verwaltung und Lehre (seit 1931) eingesetzt werden. Im Gebiet der Schweiz wirkten seit dem 17. Jahrhundert die Oblaten des hl. Ambrosius mit Schulen in Ascona und Pollegio
- 60 Oblaten-Laien, die seit 1932 pflegerische, technische und administrative Aufgaben übernehmen.

## Reputation
Karl Borromäus gelang es mit Hilfe der Jesuiten und von ihm gestifteten Oblaten das Ansehen des Priesterstandes wiederherzustellen. Mit der Weltpriestergenossenschaft der Oblaten des hl. Ambrosius führte er in der Erzdiözese Mailand und der ganzen Kirchenprovinz die kirchliche Restauration durch.

## Helvetisches Kollegium
Im Jahre 1579 stiftete Karl Borromäus zur Bekämpfung des Protestantismus in der Schweiz das Helvetische Kollegium. Das Collegium war ein Priesterseminar für die katholischen Eidgenossenschaft Graubünden. Papst Pius V. erlaubte 1568 dem Mailänder Erzbischof, eine beliebige Anzahl Schweizer in sein Seminar aufzunehmen. Die häusliche Leitung hatte die von Karl Borromäus gegründete Kongregation der Oblaten des hl. Ambrosius inne. Die Vorlesungen erteilten zuerst Jesuiten, bis die Oblaten auch die Schule übernahmen. Nebst den Stipendiaten frequentierten italienische Schüler das Priesterseminar, welches in seiner Blüte über hundert Studenten zählte.